# Gà so ngực xám
Gà so ngực xám (danh pháp hai phần: Arborophila orientalis) là một loài chim trong họ Phasianidae.
Nó là loài đặc hữu của rừng cao nguyên ở phía đông Java, Indonesia. Với kích thước 28 cm, loài này là một loài chim chân ngắn, chắc nịch. Bộ lông chủ yếu là màu xám có vạch sọc ở lưng dưới và đuôi. Chỏm lông đầu và gáy màu đen, trán, má và cổ họng màu trắng dễ thấy. Da trần quanh mắt đỏ. Mỏ màu đen và chân màu đỏ. Một số cơ quan phân loại cho rằng các quần thể Malayan, Roll's và Sumatra là phân loài của gà so ngực xám.
Gà so ngực xám đang bị đe dọa do mất môi trường sống.